# Supremo Consiglio elettorale (Turchia)
Il Supremo Consiglio elettorale (in turco: Yüksek Seçim Kurulu, abbreviato con la sigla YSK) è la più alta autorità della Repubblica turca in materia di contenzioso elettorale.
È stato istituito nel 1950 con le caratteristiche di un'autorità amministrativa; dopo il colpo di Stato del 1960 acquisì la qualifica di «organo costituzionale» (ai sensi della Costituzione del 1961). 

## Compiti e composizione
Il suo compito è garantire il rispetto dei principi e delle regole della Costituzione, all'interno del procedimento elettorale (elezioni e referendum).
Il Supremo Consiglio elettorale è formato da undici membri totali: sei commissari eletti dai giudici della Corte di cassazione e cinque commissari eletti dai giudici del Consiglio di Stato. Tra questi, vengono eletti un presidente e un vice-presidente, che coordinano e organizzano l'attività del Supremo Consiglio.